# Itea nutans
Itea nutans är en tvåhjärtbladig växtart som beskrevs av John Forbes Royle. Itea nutans ingår i släktet Itea och familjen Iteaceae. Inga underarter finns listade i Catalogue of Life.